# Émetteur de Langenberg

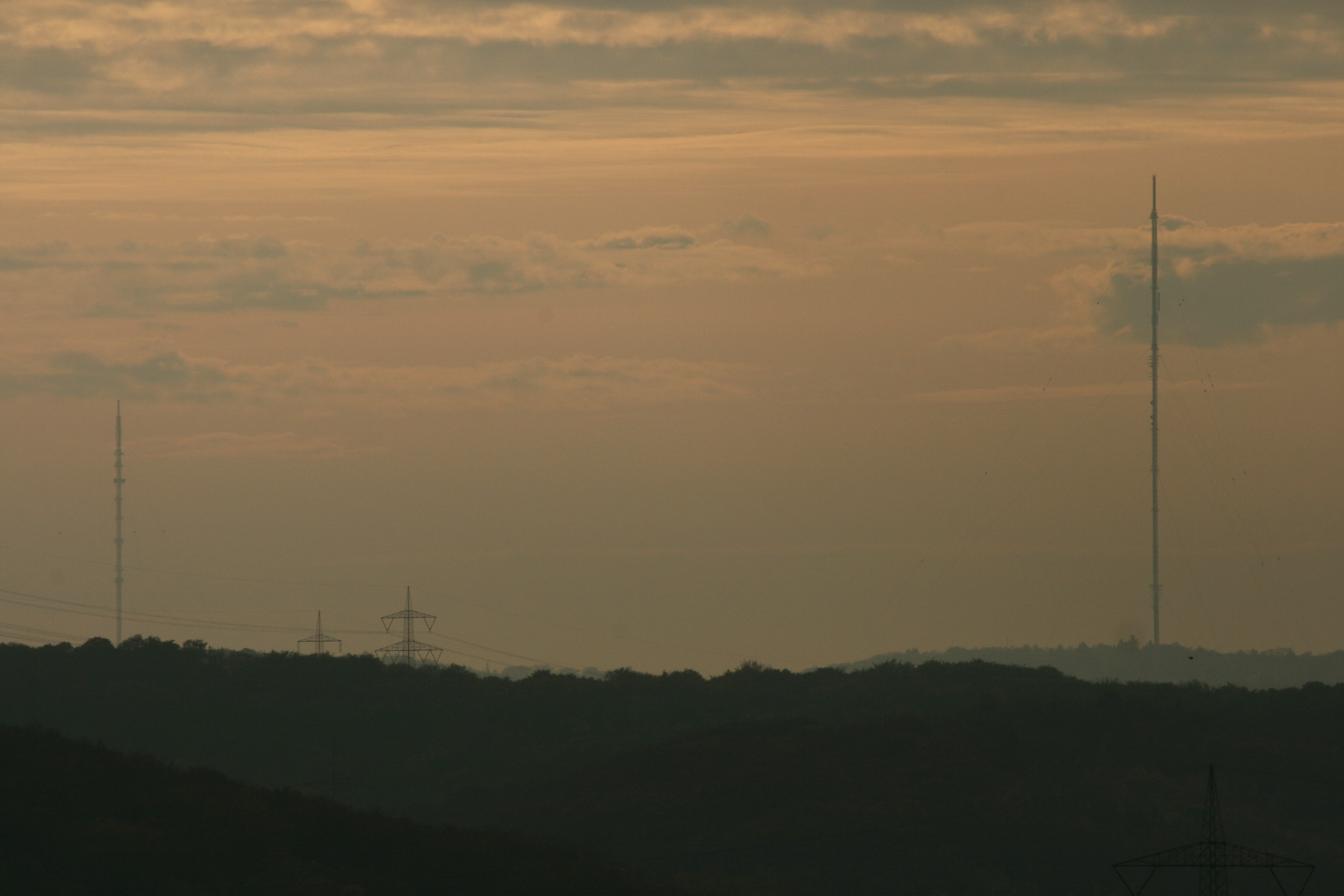

 (juillet 2019).
Si vous disposez d'ouvrages ou d'articles de référence ou si vous connaissez des sites web de qualité traitant du thème abordé ici, merci de compléter l'article en donnant les références utiles à sa vérifiabilité et en les liant à la section « Notes et références ».
L'émetteur de Langenberg pour ondes moyennes, ondes ultracourtes et TV se trouve depuis 1927 dans le quartier Langenberg de la ville de Velbert, Rhénanie-du-Nord-Westphalie. Il est utilisé par la radiodiffusion ouest-allemande pour la transmission de quelques bouquets DVB-T, à 720 kHz, d'un programme de radio locale ainsi que de la BFBS radio à 1 et ainsi que WDR-Hoerfunkprogrammen. 

Les UKW-Programme diffusés par l'installation peuvent être reçus dans les parties larges de la Rhénanie-du-Nord-Westphalie larges par 10 millions de personnes avec une bonne qualité. De cette façon, la Langen-montagne des UKW-Sender avec la "portée technique" la plus élevée est donc, le nombre des personnes possibles, dans toute l'Allemagne. Jusqu'à l'arrêt du transmission fin 1993 l'émetteur était une Langen-montagne sur la fréquence 1593 kHz à la fin supérieure du secteur d'onde moyenne d'aussi un des émetteurs à ondes moyennes les plus saillants. Aujourd'hui, une réception sur l'onde moyenne est possible sur 720 kHz dans toute l'Allemagne facilement, toutefois il n'est plus un émetteur dominant dans cette réponse fréquentielle. La Bismarck-tour Langen-montagne se trouve à proximité.

## Histoire
L'émetteur de Langenberg a éprouvé une histoire intéressante inhabituelle depuis son démarrage en 1927. Jusqu'en 1934, cet émetteur en tant que responsable d'antenne a utilisé un T-Antenne à deux 100 mètres hauts contre la terre a isolé suspendu tours d'envoi et a travaillé avec une performance de 60 kilowatts. En plus du commencement des années 1930, il y a eu à différentes reprises des tentatives des groupes communistes d'exploiter la conduite de modulation de l'émetteur et ainsi de rayonner un appel au communisme mondial sur l'émetteur. 
Un drapeau a été suspendu la nuit aussi en secret une étoile rouge sur des deux tours. En 1934, la puissance d'émission a été augmentée pour atteindre 100 kilowatts et on a remplacé les deux tours sidérurgiques par une tour d'envoi de bois de 160 mètres de haut, dans le milieu de laquelle l'antenne a été suspendue. Mais cette tour ne devait pas avoir une longue vie. 

Elle a été détruite le 10 octobre 1935 par un coup de vent. Comme remplacement une antenne de surface de triangle qui a été suspendue à trois à des tours de cadre de bois de 45 mètres de haut, a été construite qui terminait en décembre 1935. En 1940-1941 ceux-ci complété par des 240 mètres haut contre la terre isoler un engraissement de tube d'acier. Le 12 avril 1945 l'installation d'antenne totale de l'émetteur Langen-montagne des troupes allemandes a été faite sauter. Après la Seconde Guerre mondiale, on a attaché par le pouvoir d'équipage britannique deux antennes de surface de triangle, trois 50 mètres aux engraissements de tube d'acier chacun enlevés élevés, on établit. Une de ces annexes a été supprimée en 1948, puisqu'à sa place un émetteur de 160 isolé contre la terre mètres de haut a été construit. Avec l'autre annexe, en 1949 deux engraissements d'un orage qui est devenu un troisième émetteur dans un émetteur selbststrahlenden réorganisé qui fournissait jusqu'en 1957 son service, ont été détruits. en 1949, encore un deuxième émetteur avec 120 mètres hauteur a été construit, a suivi en 1952 un émetteur de 210 mètres de haut pour O.m et TV. Tandis que l'émetteur de 120 mètres de haut comme émetteur pour ondes moyennes était isolé contre la terre, les 210 l'engraissement de mètre a été relié à la terre. On a fortement armé au milieu des années 1960 dans la Langen-montagne des émetteurs à ondes moyennes et sur la fréquence pratiquement libre 1586 kHz umgestimmt. 
Cela a fréquemment permis un accueil dans aux USA pendant les heures de nuit. Au cours de cette mesure l'émetteur de 120 mètres de haut a été réduit sur 95 mètres hauteur et subdivisé au moyen de deux isolateurs de séparation. Au cours de l'élaboration du plan de vague genevois (1974/75), le wdr devait céder sa fréquence à l'exclusion 1586 kHz et aux MW-Sender sur 1593 kHz umstimmen. Puisque cette fréquence a aussi été utilisée par d'autres postes, malgré la puissance d'émission élevée de 800 kilowatts, occasionnellement des problèmes d'interférence apparaissaient la nuit. À la compensation, la radiodiffusion ouest-allemande a reçu la deuxième fréquence d'onde moyenne 720 kHz qui ne pouvait être utilisé toutefois que dans l'entreprise de jour. Entre 1988 et 1990, le MW-Sendemast de 95 mètres de haut et 210 mètres l'O.m élevée et des TV-Sendemast ont été remplacés à engraissement de cadre d'acier enlevé relié à la terre élevé par des 301 mètres avec un Reusenantenne pour l'onde moyenne dans la partie inférieure. Fin 1993 le MW-Sender pour la fréquence a été arrêté 1593 kHz, puisqu'il a reçu les PCB-haltige d'éléments. Le MW-Frequenz 720 kHz est encore resté dans l'entreprise, ne pouvait toutefois être actionné que plus tagsueber jusqu'à un Nachkoordinierung en 1995. En plus de ce temps, il y a eu à deux émetteurs dans la Langen-montagne : en 1948 construire à émetteur de 160 mètres de haut pour onde moyenne et 301 mètres l'émetteur élevé pour MW, O.m et TV. On devait assainir plus d'abord en 1996. Avec ces travaux, un câble auxiliaire a déchiré malheureusement et ainsi est tombé lui le 2 septembre 1996 . en 1995, des EMVU-Gruenden, la puissance d'émission des émetteurs à ondes moyennes dans la Langen-montagne devait être réduite radicalement. S'il était au commencement des années 1990 encore 1 000 kilowatts (800 kilowatts pour 1593 kHz et 200 kilowatts pour 720 kHz), plus que 85 kilowatts n'étaient admis. Après l'effondrement, 160 de mât de mètre celui-ci devait même être réduit sur 20 kilowatts. On projetait déjà bientôt de remplacer l'engraissement eingestuerzten par une reconstruction sous la forme à des engraissements de cadre d'acier reliés à la terre enlevés avec un Reusenantenne pour onde moyenne. Puisque pour le fonctionnement de nuit de la fréquence d'onde moyenne 720 kHz (la fréquence d'onde moyenne 1593 kHz a été livrée à la radio Free Europe) sont nécessaires faire disparaître dans une direction occidentale, une devait être construite séparément speisbar ce Reusen. On a commencé la construction émetteurs le milieu 1999, mais la finition s'est retardée à cause d'une fondation défectueuse le en juillet 2000. Avec le démarrage nouveaux de l'émetteur, de 170 mètres de haut la puissance d'émission de l'onde moyenne a été augmentée à nouveau pour atteindre 85 kilowatts.